# CKV DES
C.K.V. DES (Christelijke Korfbal Vereniging Door Eendracht Sterk) is de oudste Nederlandse korfbalvereniging van Delft.

## Geschiedenis
CKV DES werd op gericht op 27 augustus 1919 en was daarmee de eerste korfbalvereniging in Delft.